# 甘露の変 (曹魏)
甘露の変（かんろのへん）とは、中国三国時代の魏において、皇帝曹髦と権臣司馬昭との間で発生した権力闘争の政変であり、最終的には司馬昭が曹髦を殺害することによって終息した。

## 原因
正始10年（249年）の高平陵の変の後、魏の大権は、司馬懿とその子の司馬師・司馬昭の手に帰した。甘露3年（258年）から甘露5年（260年）までの間、皇帝曹髦は、二度にわたって詔書を発し、大将軍司馬昭を相国に任じ、晋公に封じ、九錫を加えた。司馬昭は、一度目の詔書を接到しなかったが、二度目の詔書については直ちに態度を明らかにしなかった。九錫は、権臣が帝位を簒奪することを意味していたため、曹髦は、司馬昭に対して極めて強い不満を抱いていた。ここにおいて、曹髦は、司馬昭に対する反撃の機会を窺うことを決定したのであった。

## 経過
甘露5年5月戊子日晩（260年6月1日）、曹髦は、翌日に百官を召集して司馬昭を罷免しようと考えた。その前に、冗従僕射の李昭らに軍を整えて凌雲台にて命を待つよう指示するとともに、王沈・王経・王業ら三人を召集し、司馬昭を罷免する詔書を示した。曹髦は、「司馬昭の心は、道行く人は誰もが知っている。私は座して辱めを受けるわけにはいかない」と憤慨して言った。王沈・王業は、宮殿を出るや、曹髦の陰謀を司馬昭に密告した。司馬昭は、中護軍の賈充らを召集し、宮殿に進軍して陰謀を鎮圧する準備を進めた。曹髦は、陰謀が露見したことを知って、宮人三百余人を率いて司馬昭の府邸に攻め入ることを決定した。
司馬昭の異母弟である屯騎校尉の司馬伷は、宮殿の東門でたまたま曹髦と遭遇したが、曹髦が怒鳴りつけたため、司馬伷の配下は散り散りになった。中護軍の賈充は、軍を率いて南門で曹髦と遭遇したため、賈充は、成済に命じて、曹髦を殺害させた。成済の剣は、曹髦の胸を突き刺し、曹髦は、車上で即死した。当時わずか20歳であった。その20日後、公衆は、賈充を弑逆の罪で死罪に処すべきであると司馬昭に訴えたが、最終的に、司馬昭は、成済に弑逆の罪を着せて、成済の一族は廷尉に送られて罪を得た。
このほか、司馬昭の同母弟である安陽侯司馬榦・参軍の王羨らは、曹髦の陰謀を聞いて、宮殿に入り乱を鎮圧しようとしたが、当時、閶闔門の守備にあたっていた司馬昭の掾属の満長武・孫佑らが、司馬榦らの進入を妨げたため、司馬榦らは、東掖門に回らざるを得ず、司馬昭と合流することができなかった。司馬昭は、孫佑の一族を誅滅しようと考えたが、従事中郎の荀勗が、弑逆の罪に問われた成済兄弟ですら一族が誅滅されなかった点を指摘したため、孫佑は、官を免ぜられて庶人に落とされた。そして、司馬榦の甥である満長武は刑死し、その父の衛尉の満偉は、官を免ぜられて庶人に落とされた。当時の人は、この処遇を不公平であると考えた。郭太后は、司馬昭の上奏を裁可し、成済の三族をことごとく誅殺した。

## 影響
甘露の変の失敗により、曹髦は、司馬昭に殺害された。そのため、朝廷における曹氏の宗室の勢力は、完全に覆滅され、司馬氏が朝廷をコントロールする道を一歩進めることとなった。曹氏を支持する勢力は次第に消滅し、司馬氏による簒奪の目標が前進することとなり、後に、司馬炎が魏に代わって西晋を建てる基礎となった。司馬昭による曹髦殺害の後、さらに郭太后は、曹髦を廃して庶人に落とし、王経とその親族は、いずれも廷尉に送られて罪を得て、最終的に、王経は、母親とともに殺害された。翌日、司馬昭の叔父の司馬孚ら重臣は、曹髦に対して情けをかけることを求め、親王の礼で洛陽の西北30里の瀍河・澗河の川岸に葬られた。葬列の車はわずかに数乗、旌旗はなく、民は集まって「これが先日殺害された天子なのか」と言い、顔をおおって涙を流し、悲しみを隠しきれない者もいたとされる。
賈充は、甘露の変によって、大権を独占した司馬昭から大役を任されることとなった。後日、蜀漢の討伐、西晋への禅譲、呉の討伐という一連のできごとに参画した。弑逆が作り出した不利な影響によって、司馬昭は、政治資本を挽回しようと画策し、蜀漢の討伐へと動くこととなった。
東晋のとき、明帝は、宰相の王導から甘露の変について詳しく聞き、恥ずかしさのあまり顔で床を覆い、「お前の言う通りであれば、どうして帝位を長く保つことができようか」と述べたとされる。